# Vuelta a La Rioja 2010
La Vuelta a La Rioja 2010, cinquantesima edizione della corsa e valida come evento del circuito UCI Europe Tour 2010 categoria 1.1, fu disputata il 25 aprile 2010, per un percorso totale di 199,5 km. Fu vinta dallo spagnolo Ángel Vicioso, al traguardo con il tempo di 5h35'10" alla media di 35,714 km/h.
Al traguardo 84 ciclisti portarono a termine il percorso.

## Squadre e corridori partecipanti
| N.    | Cod. | Squadra           |
| ----- | ---- | ----------------- |
| 1-8   | XAC  | Xacobeo Galicia   |
| 11-18 | GCE  | Caisse d'Epargne  |
| 21-28 | EUS  | Euskaltel-Euskadi |
| 31-38 | FOT  | Footon-Servetto   |
| 41-48 | ACA  | Andalucía-Cajasur |
| 51-58 | CMO  | Carmiooro-N.G.C.  |
| 61-68 | SAU  | Saur-Sojasun      |

| N.      | Cod. | Squadra                         |
| ------- | ---- | ------------------------------- |
| 71-78   | ORB  | Orbea                           |
| 81-88   | VMC  | Burgos 2016-Castilla y Leon     |
| 91-98   | CJR  | Caja Rural                      |
| 101-108 | CEP  | Café de Colombia-Col. es Pasion |
| 111-118 | PRT  | Palmeiras Resort-Prio           |
| 121-128 | CCL  | C. C. de Loulé-Louletano        |
| 131-138 | TKT  | Heraklion Kastro-Murcia         |

## Ordine d'arrivo (Top 10)
| Pos. | Corridore           | Squadra        | Tempo    |
| ---- | ------------------- | -------------- | -------- |
| 1    | Ángel Vicioso       | Andalucía      | 5h35'10" |
| 2    | Aitor Pérez         | Footon         | s.t.     |
| 3    | Marcos Fernández    | Xacobeo Gal.   | a 17"    |
| 4    | Jérôme Coppel       | Saur-Sojasun   | s.t.     |
| 5    | David Arroyo        | C. d'Epargne   | a 31"    |
| 6    | Constantino Zaballa | Loulé          | a 37"    |
| 7    | Alberto Losada      | C. d'Epargne   | s.t.     |
| 8    | Fabio Duarte        | Col. es Pasión | a 55"    |
| 9    | Romain Sicard       | Euskaltel      | a 1'36"  |
| 10   | Andrey Amador       | C. d'Epargne   | s.t.     |